# Гаплогруппа E (мтДНК)
Гаплогруппа E — гаплогруппа митохондриальной ДНК человека. Является потомком гаплогруппы M.

## Распространение
Гаплогруппа E распространена в южной Азии. До настоящего времени её удалось обнаружить у населения Малайского полуострова и в Сабахе (Калимантан). Также она встречается побережья Папуа Новой Гвинеи, на Тайване, на Филиппинах и на некоторых тихоокеанских островах, например, на Гуаме.

## Палеогенетика
- E1a1a определили у образца Uattamdi1 (1915 ± 27 л. н) с острова Кайоа[англ.] (Uattamdi, провинция Северное Малуку)[2]
- E1a2 определили у образца LIT001 (861 ± 20 л. н.) с острова Флорес (Liang Toge, провинция Восточная Нуса-Тенгара)[2]
- E1a определили у образцов TOP002 (211 ± 24 л. н.) и TOP004 (324 ± 24 л. н.) с острова Сулавеси (Topogaro, провинция Центральный Сулавеси)[2]
- E1 и E2 определили у людей периода Унай с Гуама, радиоуглеродные даты для которого колеблются от 2800 до 2200 лет до н. э., у людей периода Латте с Гуама и Сайпана после 700 года до н. э. и у жителей железного века Тайваня[3]

### Общие сведения
- - Ian Logan’s Mitochondrial DNA Site

### Гаплогруппа E
- - Ballinger, S.W., Schurr, T.G., Torroni, A., Gan, Y.Y., Hodge, J.A., Hassan, K., Chen, K.H., and Wallace, D.C. 1992. «Southeast Asian mitochondrial DNA analysis reveals genetic continuity of ancient mongoloid migrations». Genetics 130: 139—152.
  - Herrnstadt, C., Elson, J.L., Fahy, E., Preston, G., Turnbull, D.M., Anderson, C., Ghosh, S.S., Olefsky, J.M., Beal, M.F., Davis, R.E., et al. 2002. «Reduced-median-network analysis of complete mitochondrial DNA coding-region sequences for the major African, Asian, and European haplogroups». American Journal of Human Genetics 70: 1152—1171.
  - Ingman, M., Kaessmann, H., Pääbo, S., and Gyllensten, U. 2000. Mitochondrial genome variation and the origin of modern humans. Nature 408: 708—713.
  - Stoneking, M., Jorde, L.B., Bhatia, K., and Wilson, A.C. 1990. Geographic variation in human mitochondrial DNA from Papua New Guinea. Genetics 124: 717—733.
  - Trejaut, Jean A; Toomas Kivisild; Jun Hun Loo; Chien Liang Lee; Chun Lin He; Chia Jung Hsu; Zheng Yuan Li; and Marie Lin. 2005. Traces of Archaic Mitochondrial Lineages Persist in Austronesian-Speaking Formosan Populations PLoS Biology 3 (8).